# 萨能山羊

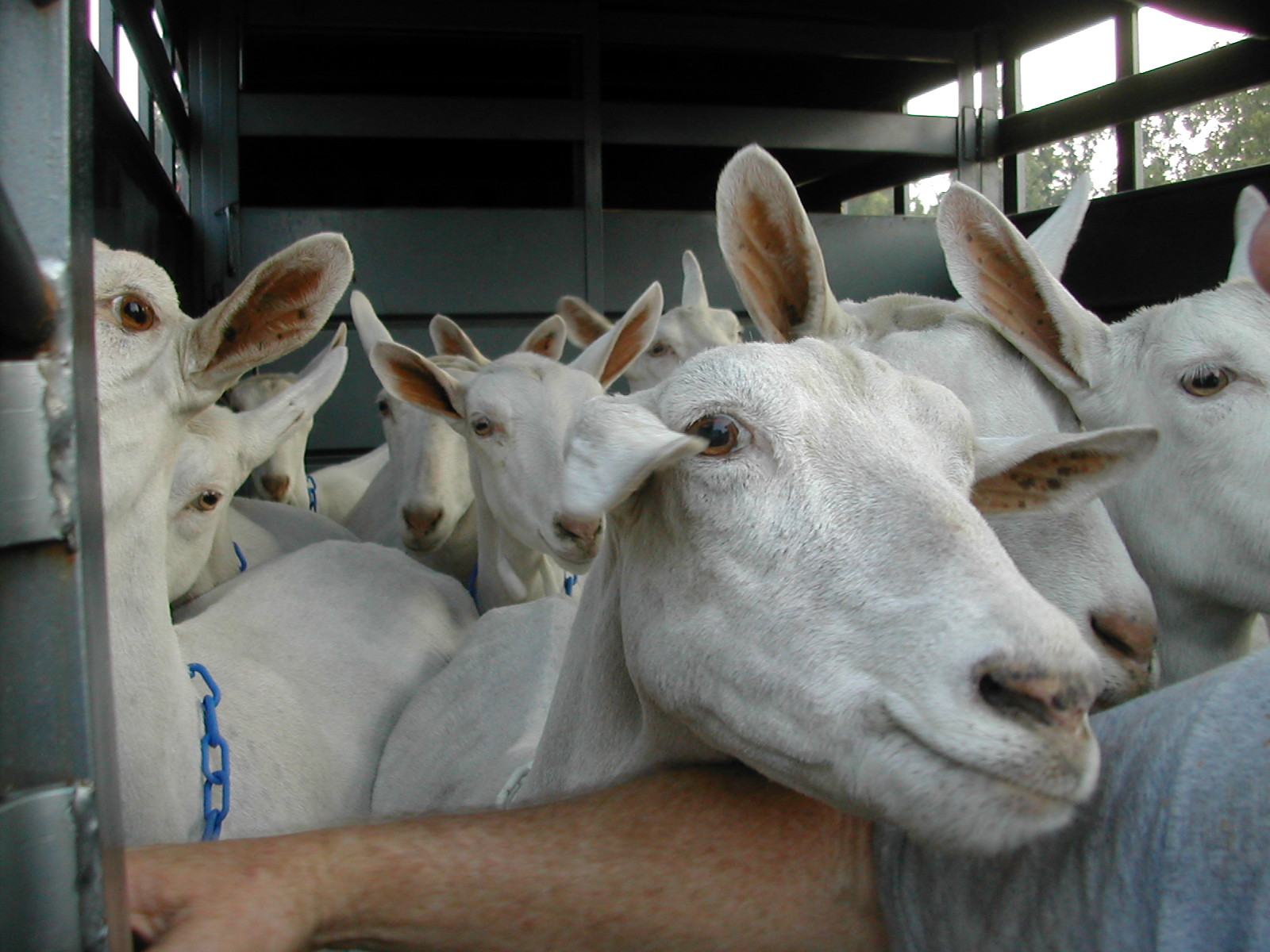
母萨能山羊

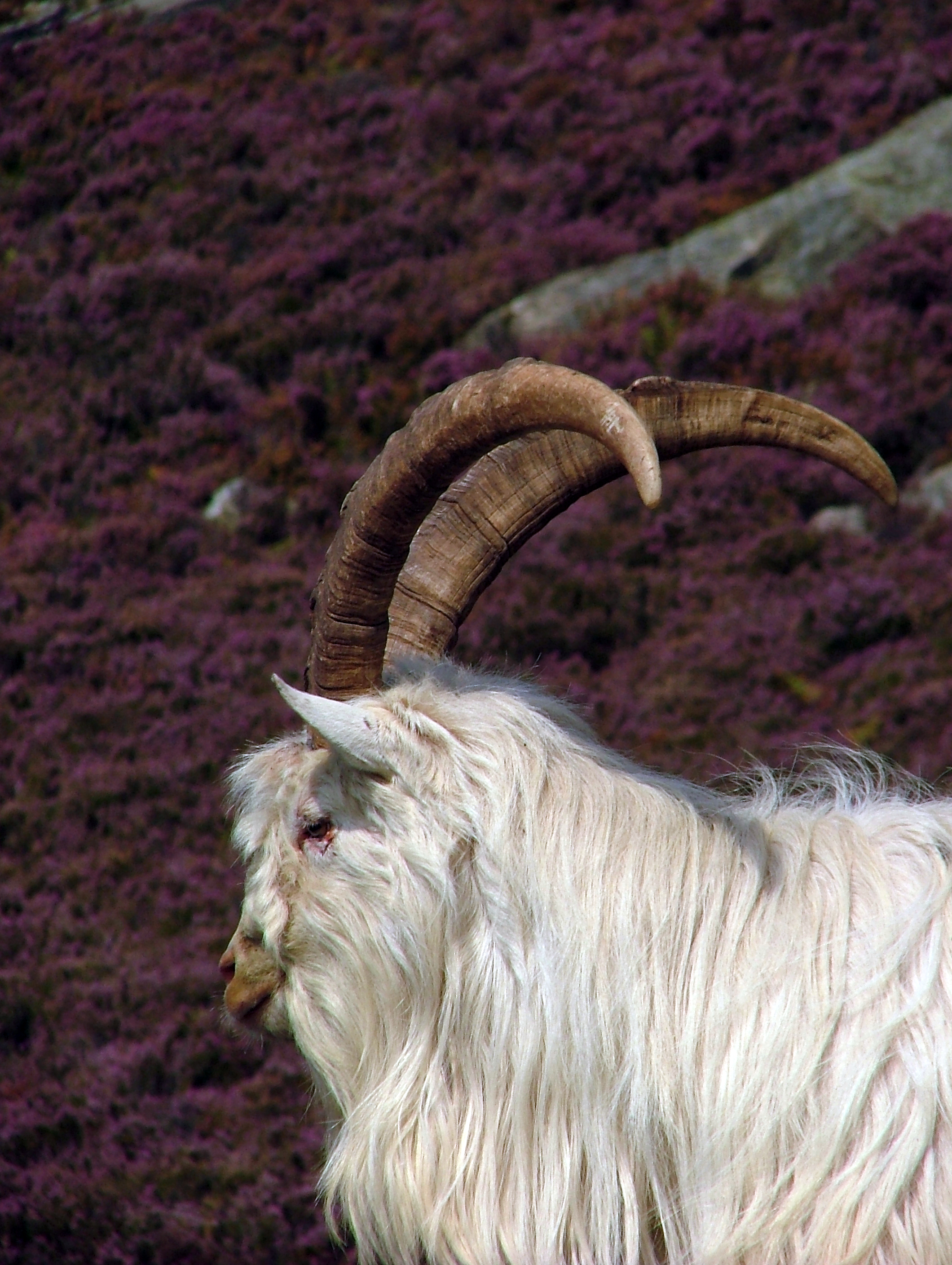
薩能山羊，Holy Isle

薩能山羊，一種著名的乳用山羊。萨能山羊原产地是瑞士的萨嫩河谷，历史悠久。这种羊公羊母羊大多数没有角，短白毛，公羊前驱、体侧毛较长。公羊大概重75到90公斤，母羊大概重50到60公斤。因为这种羊性情温顺、适应性好，遗传力强，产奶量多（一年能挤600公斤到1200公斤），乳脂率3.8%-4.2%，现在世界各地都有飼養。